# Slowakische Beachhandball-Nationalmannschaft der Frauen
Die slowakische Beachhandball-Nationalmannschaft der Frauen repräsentiert den Slowakischen Handball-Verband als Auswahlmannschaft auf internationaler Ebene bei Länderspielen im Beachhandball gegen Mannschaften anderer nationaler Verbände. Den Kader nominiert der Nationaltrainer.
Das männliche Pendant wäre die Slowakische Beachhandball-Nationalmannschaft der Männer.

## Geschichte
Beachhandball hat bislang in der Slowakei keine größere Tradition, der erfolgreichste Verein besteht nur aus ungarischen Spielerinnen, die aus Werbegründen (sie werben für Cannabis-Produkte) für die Slowakei und nicht für Ungarn spielen. Eine männliche Nationalmannschaft wurde noch nie zusammengestellt, eine weibliche bislang nur einmal für eine internationale Meisterschaft, die Europameisterschaft 2007 in Misano Adriatico, Italien. Dort war die Mannschaft den Spitzenteams unterlegen, konnte sich aber trotz der Unerfahrenheit in den Platzierungsspielen behaupten und belegte mit Rang 13 von 18 Mannschaften einen Achtungserfolg. Zur nächsten EM trat die Slowakei wie auch viele andere Nationen wie Russland und Deutschland nicht mehr an. Nach einiger Zeit Pause reaktivierten die anderen Verbände ihre Nationalmannschaften, in der Slowakei geschah das jedoch erst gegen Ende der 2010er Jahre mit den Nachwuchs-Nationalmannschaften beider Geschlechter.
Es dauerte am Ende 15 Jahre, bis die Slowakei in Prag im Rahmen der EHF Championships 2022, des erstmals ausgetragenen Qualifikationsturniers für die Europameisterschaften, wieder mit einer Nationalmannschaft antrat und dabei auch die Qualifikation für die EM 2023 schaffte.
Die Slowakei ist neben Guatemala, Österreich und Turkmenistan das einzige Land, das bislang nur eine A-Nationalmannschaft der Frauen, aber noch nie eine A-Nationalmannschaft der Männer aufgestellt hat.

## Teilnahmen
| World Games - 2001: nicht eingeladen - 2005: nicht eingeladen - 2009: nicht eingeladen - 2013: nicht qualifiziert - 2017: nicht qualifiziert - 2022: nicht qualifiziert World Beach Games - 2019: nicht qualifiziert - 2023: nicht qualifiziert | Weltmeisterschaften - 2004: nicht qualifiziert - 2006: nicht qualifiziert - 2008: nicht qualifiziert - 2010: nicht qualifiziert - 2012: nicht qualifiziert - 2014: nicht qualifiziert - 2016: nicht qualifiziert - 2018: nicht qualifiziert - 2020: ausgefallen | Europameisterschaften - 2000: keine Teilnahme - 2002: keine Teilnahme - 2004: keine Teilnahme - 2006: keine Teilnahme - 2007: 13. - 2009: keine Teilnahme - 2011: keine Teilnahme - 2013: keine Teilnahme - 2015: keine Teilnahme - 2017: keine Teilnahme - 2019: keine Teilnahme - 2021: keine Teilnahme | EHF Championship - 2022: 8. |

- EM 2007[2]: Petra Gáborová • Mária Globanová • Lenka Krajcárová (TW) • Lucia Kusendová • Eva Podhradská • Lucia Santaiová • Mariana Styková • Lucia Suchá • Lucia Súkenníková • Katarína Vaverková

- EHFC 2022: Romana Gašparíková • Sophie Helfer • Natália Jašíková • Dominika Kodajová • Lucia Kovácsová • Diana Kurčinová • Kristína Malinová • Jana Mozolová • Anna Neštická • Ivona Skaličanová • Petra Varjassiová[3]

## Trainer
| Cheftrainer - 2007: Ján Hianik - 2022: Michal Malina | Co-Trainer - 2022: František Gábriš |